# Samphanh
Samphanh, có khi viết là Samphan, (tiếng Lào: ເມືອງສຳພັນ) là một muang (mường, huyện) thuộc tỉnh Phongsaly ở cực bắc Lào .